# Gerard Bernacki
Gerard Bernacki (3. listopadu 1942 Książenice, Německá říše – 21. prosince 2018 Prudník) byl polský římskokatolický církevní představitel, v letech 1988–2012 pomocný biskup katovický a titulární biskup z Oppida Consilina.
Po střední škole ekonomické studoval na Slezském vyšším duchovním semináři v Krakově (1961-67) a 4. června 1967 byl vysvěcen na kněze. Do roku 1973 působil ve farní správě (Orzesze, Bílsko-Bělá), v letech 1974-77 v diecézním rekolekčním domě v Kokoszycích. Poté pokračoval ve studiu v Římě na Gregoriánské univerzitě (1979 získal doktorát teologie vnitřního života) a poté na Papežské univerzitě sv. Tomáše Akvinského (Angelicum). Po návratu do své diecéze se 21. října 1984 stal proboštem u kostela P. Marie Bolestné v Rybniku.
V letech 1984-88 byl tajemníkem diecézních biskupů Herberta Bednorze a Damiana Zimoně a 18. března 1988 jej papež Jan Pavel II., jmenoval pomocným biskupem diecéze katovické a titulárním biskupem z Oppida Consilina (Consilinus seu Marcellianensis, italsky Sala Consilina). Biskupské svěcení mu udělil kardinál Franciszek Macharski dne 16. dubna téhož roku. Za své heslo si biskup Bernacki zvolil Quodcumque dixerit vobis, facite (Dělejte, cokoli vám řekne). Působil od té doby jako generální vikář arcidiecéze. Dne 31. ledna 2012 přijal papež Benedikt XIV. jeho rezignaci ze zdravotních důvodů.
Gerand Bernacki byl členem III. řádu sv. Františka.